# نادي شعب إب
نادي شعب إب هو نادي كرة قدم يمني مقره في مدينة إب. تأسس عام 1964.

## الألقاب والإنجازات
دوري الدرجة الأولى اليمني
- البطل (3): 2003-03، 2003-04، 2011-12.[1]

كأس السوبر اليمني
- البطل (1): 2011-12.[1]